# Mostyn Beui
Mostyn Beui (ur. 16 lipca 1985) – piłkarz z Wysp Salomona grający na pozycji pomocnika.

## Kariera klubowa
Karierę piłkarską Beui rozpoczął w klubie Marist FC. W jego barwach zadebiutował w pierwszej lidze Wysp Salomona w 2005. W 2006 i 2009 zdobył mistrzostwo Wysp Salomona. W 2010 roku Beui przeszedł do zespołu Koloale FC. W 2011 wywalczył z Koloale tytuł mistrza Wysp Salomona.

## Kariera reprezentacyjna
W reprezentacji Wysp Salomona Beui zadebiutował 4 września 2007 w wygranym 3-0 meczu w eliminacji Mistrzostw Świata 2010 z reprezentacji Samoa. W 2012 roku wystąpił w Pucharze Narodów Oceanii 2012, który był jednocześnie częścią eliminacji Mistrzostw Świata 2014.